# São Miguel do Aleixo
São Miguel do Aleixo es un municipio brasileño del estado de Sergipe. 

## Geografía
Se localiza a una latitud 10º23'17" sur y a una longitud 37º22'52" oeste, estando a una altitud de 197 metros. Su población estimada en 2004 era de 3 609 habitantes. 
Posee un área de 143,3 km². 